# 普塔哈瓦伊山
11°04′31″S 75°42′35″W / 11.07528°S 75.70972°W
普塔哈瓦伊山（Putaqa Wayi），是秘魯的山峰，位於該國中部胡寧大區，由塔爾馬省的聖佩德羅德卡哈斯區負責管轄，屬於安地斯山脈的一部分，海拔高度4,400米。